# エリカ・ガーセグ
エリカ・ヘルツェグ (ウクライナ語: Еріка Миколаївна Герцег、 ロシア語: Эрика Николаевна Герцег、 ハンガリー語: Herceg Erika、1988年7月5日 ‐ ) は、ウクライナの歌手。ヌ・ヴィルゴスの元メンバー。

## バイオグラフィー
ゲルセグは、 ウクライナのザカルパッチャ州マラドブロンの村で誕生した。  彼女の母国語はハンガリー語で、ハンガリー語の名前の形式は エリカ・ガーセグ。
2008年、エリカ・ゲルセグは体重が減り（30kg）、下着とジュエリーの広告のモデリングに取り組み始めた。 2011年4月、彼女はキエフに引っ越した。 2012年に、彼女は最初の契約を受け取り、フランスの下着を宣伝した。 同年、「PLAYBOY」11月号にも出演。2013年のキャスティングショーで彼女と2人の同僚が選ばれた後、彼女はバンドヌ・ヴィルゴスに参加した。キャスティングで歌う曲がパフォーマンスの直前に変更され、彼女はショーでハンガリー語で即興演奏したという。
ソロリストのエリック・ヘルセグはVIA Graのポップグループを去り、バンドとの生放送中に歌手が出した声明を引用して言った。 「私は長い間考え、決断しました。 私はコンスタンティン・メラデーズと話しました、彼は私をサポートしました」とエリカはプロデューサーコンスタンティン・メラデーズについて言及した。
ソリストは約7年間ヌ・ヴィルゴスで働き、ソロのキャリアに従事した後2020年の終わりまでグループに残った。

## ディスコグラフィー
| 年   | タイトル                              | メンバー                                                       |
| ---- | ------------------------------------- | -------------------------------------------------------------- |
| 2013 | 停戦                                  | ミシャ・ロマノバ, エリカ・ガーセグ, アナスタシア・コゼブニコワ |
| 2014 | 私は別のものを得た (偉業ヴァフタング) | ミシャ・ロマノバ, エリカ・ガーセグ, アナスタシア・コゼブニコワ |
| 2014 | 酸素 (偉業MOT!)                       | ミシャ・ロマノバ, エリカ・ガーセグ, アナスタシア・コゼブニコワ |
| 2015 | それは美しかった                      | ミシャ・ロマノバ, エリカ・ガーセグ, アナスタシア・コゼブニコワ |
| 2016 | あなたは私に誰ですか？                | ミシャ・ロマノバ, エリカ・ガーセグ, アナスタシア・コゼブニコワ |
| 2017 | 私の心は忙しい                        | ミシャ・ロマノバ, エリカ・ガーセグ, アナスタシア・コゼブニコワ |
| 2018 | 私はモンスターに恋をした              | オルガ・メガンスカヤ, ウリヤナ・シネツカヤ, エリカ・ガーセグ   |
| 2019 | リュボル                              | オルガ・メガンスカヤ, ウリヤナ・シネツカヤ, エリカ・ガーセグ   |
| 2019 | 1+1                                   | オルガ・メガンスカヤ, ウリヤナ・シネツカヤ, エリカ・ガーセグ   |